# Helena Majdaniec

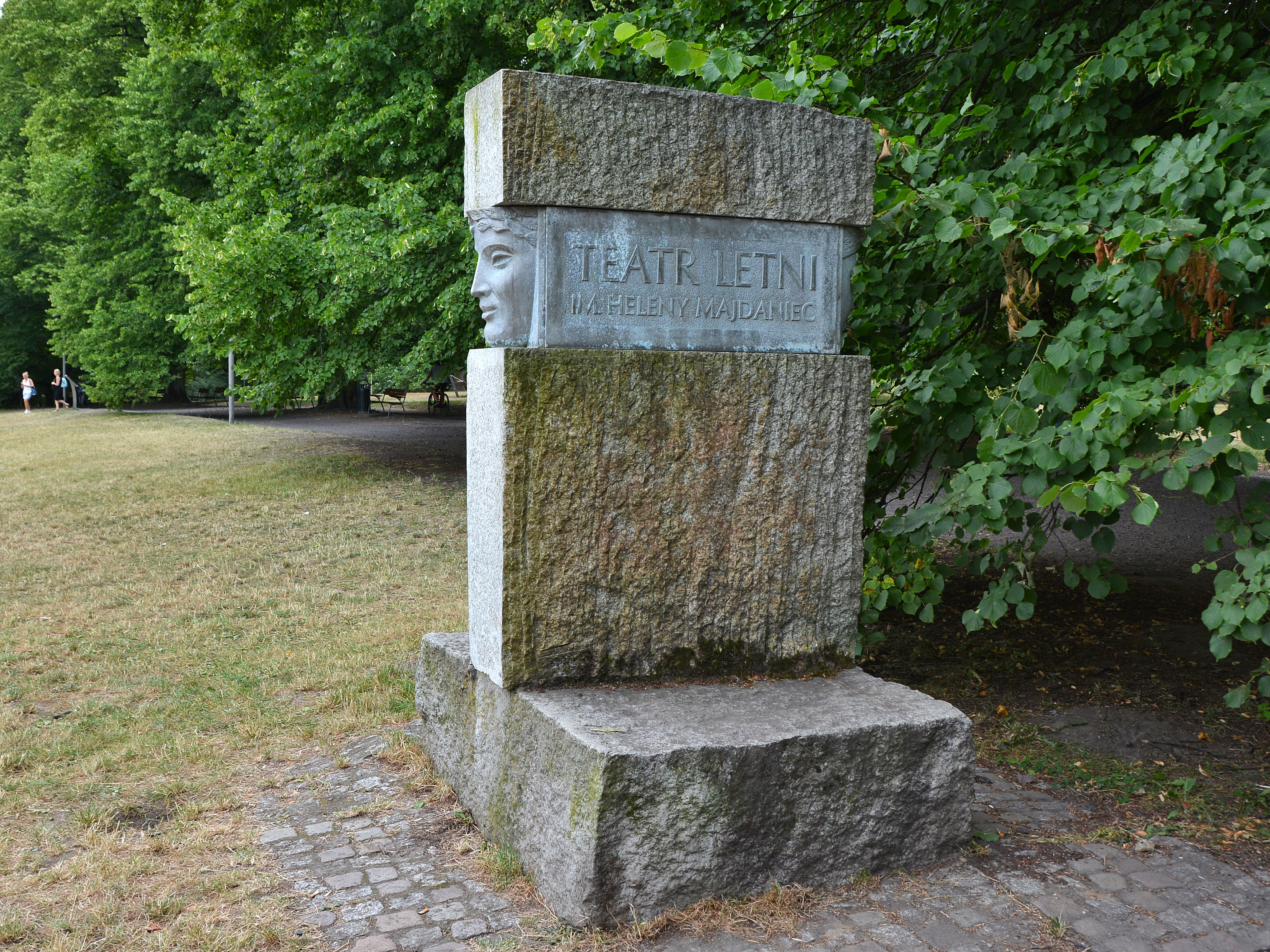
Imię Heleny Majdaniec nosi Teatr Letni w Szczecinie

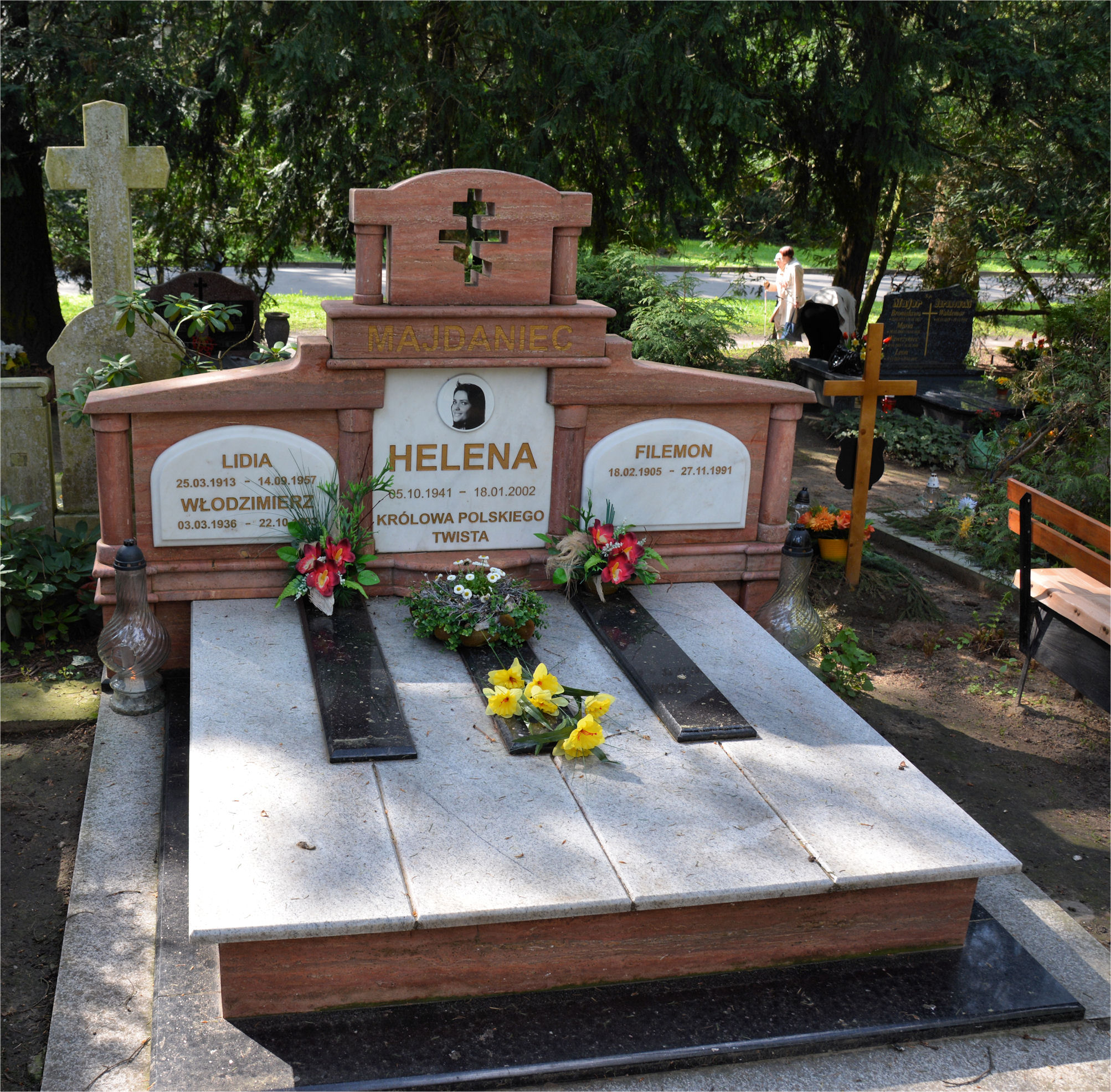
Grób Majdaniec na cmentarzu Centralnym w Szczecinie

Helena Majdaniec (ur. 5 października 1941 w Mylsku, zm. 18 stycznia 2002 w Szczecinie) – polska wokalistka bigbitowa, nazywana „królową twista”; od 1968 mieszkała we Francji.

## Życiorys
Urodziła się w Mylsku na Wołyniu, w rodzinie prawosławnej, jako córka Filemona i Lidii Majdańców. Od 1946 mieszkała w Szczecinie, gdzie w 1960 ukończyła I Liceum Ogólnokształcące im. Marii Skłodowskiej-Curie i szkołę muzyczną II stopnia. Zadebiutowała w 1962 w Szczecinie w klubie studenckim „Pinokio”. W 1962 wystąpiła na 2. Międzynarodowym Festiwalu Piosenli w Sopocie, a w 1963 – na 1. Krajowym Festiwalu Piosenki Polskiej w Opolu.
Od 1963 nagrywała płyty. W latach 60 XX w. występowała m.in. w Polsce, ale także w paryskiej „Olympii” oraz w Szwajcarii, Jugosławii i Węgrzech.
Współpracowała z zespołami, takimi jak: Radiowy Zespół M-2 oraz Czerwono-Czarni (1962), Niebiesko-Czarni (1964), Ricercar 64 i Studio Rytm, a także z kompozytorami: Piotrem Figlem i Bogusławem Klimczukiem. Wystąpiła w filmach polskich (Janusza Nasfetera, Kazimierza Kutza) i niemieckich.
W 1968 wyemigrowała do Francji i zamieszkała w Paryżu, gdzie śpiewała w kabaretach: „Raspoutine", „Etoile de Moscou" i „Carewiczu”. Pracowała dla radia i telewizji francuskiej. Poza tym występowała także w Kanadzie, Kuwejcie, Maroku i USA. W 1970 wzięła udział w koncercie „50 lat polskiej piosenki” w Polsce i USA.
16 stycznia 2002 wzięła udział w nagraniu Rozmów w toku. Dwa dni później zmarła nagle, w swoim rodzinnym domu w Szczecinie. 24 stycznia 2002 urnę z prochami piosenkarki złożono w rodzinnym grobie na cmentarzu Centralnym w Szczecinie (kwatera 24 A). Jej imię nosi Teatr Letni w Szczecinie.
W 2012 dawni sąsiedzi Majdaniec nie zgodzili się na umieszczenie poświęconej artystce tablicy pamiątkowej na kamienicy, w której wspólnie mieszkali. 12 lipca 2013 odsłonięto tablicę pamiątkową w hołdzie Majdaniec, stworzoną jako jeden z etapów cyklu „Niezwykli szczecinianie i ich kamienice”. 30 lipca 2022 nastąpiło odsłonięcie pomnika Majdaniec w Teatrze Letnim w Szczecinie.

## Dyskografia

### Albumy
- 1970 – Helena Madanec 10", Philips N049, Francja

1. La Gospoda (Jadą wozy kolorowe) 2'50
2. Sous l'oranger 2'58
3. Le bonheur est un jeu d'enfant 2'56
4. Essayez de comprendre 2'14
5. L'ami, la route, le soleil 3'36
6. Le cœur en fête 2'36
7. Le cœur et moi 2'27
8. Dizzy 2'54

### Single
- 1963 – Helena Majdaniec (z zespołem „Czerwono-Czarnych”), Polskie Nagrania Muza N-0256

1. Jutro będzie dobry dzień
2. Długi Bil
3. Wesoły twist
4. Czarny Ali Baba

- 1963 – Helena Majdaniec, Polskie Nagrania Muza N-0283

1. Rudy rydz
2. Happy end
3. Nic ci nie przyrzekam
4. Diabelska zabawa

- 1964 – Helena Majdaniec 7", Polskie Nagrania Muza N-0338

1. Nie otworzę drzwi nikomu
2. Ho, ho, ho Honoratko
3. Piosenka o autostopie
4. On za mną lata

- 1970 – Helena Madanec, 7", Philips 6118007, Francja

1. La Gospoda
2. Le bonheur est un jeu d'enfant

- 1973 – Helena Majdanec, pocztówka, R-0141-II Ruch

1. Le cœur en fête
2. Le cœur et moi

## Filmografia
- 1963: Zbrodniarz i panna – w roli samej siebie
- 1964: Titel hab' ich noch nicht – Marie; film TV
- 1966: Ktokolwiek wie... – dziewczyna z paczki „Sobiekróla”